# Delvin
Delvin is een plaats in het Ierse graafschap Westmeath. De plaats telt 271 inwoners.